# David Humphreys Storer

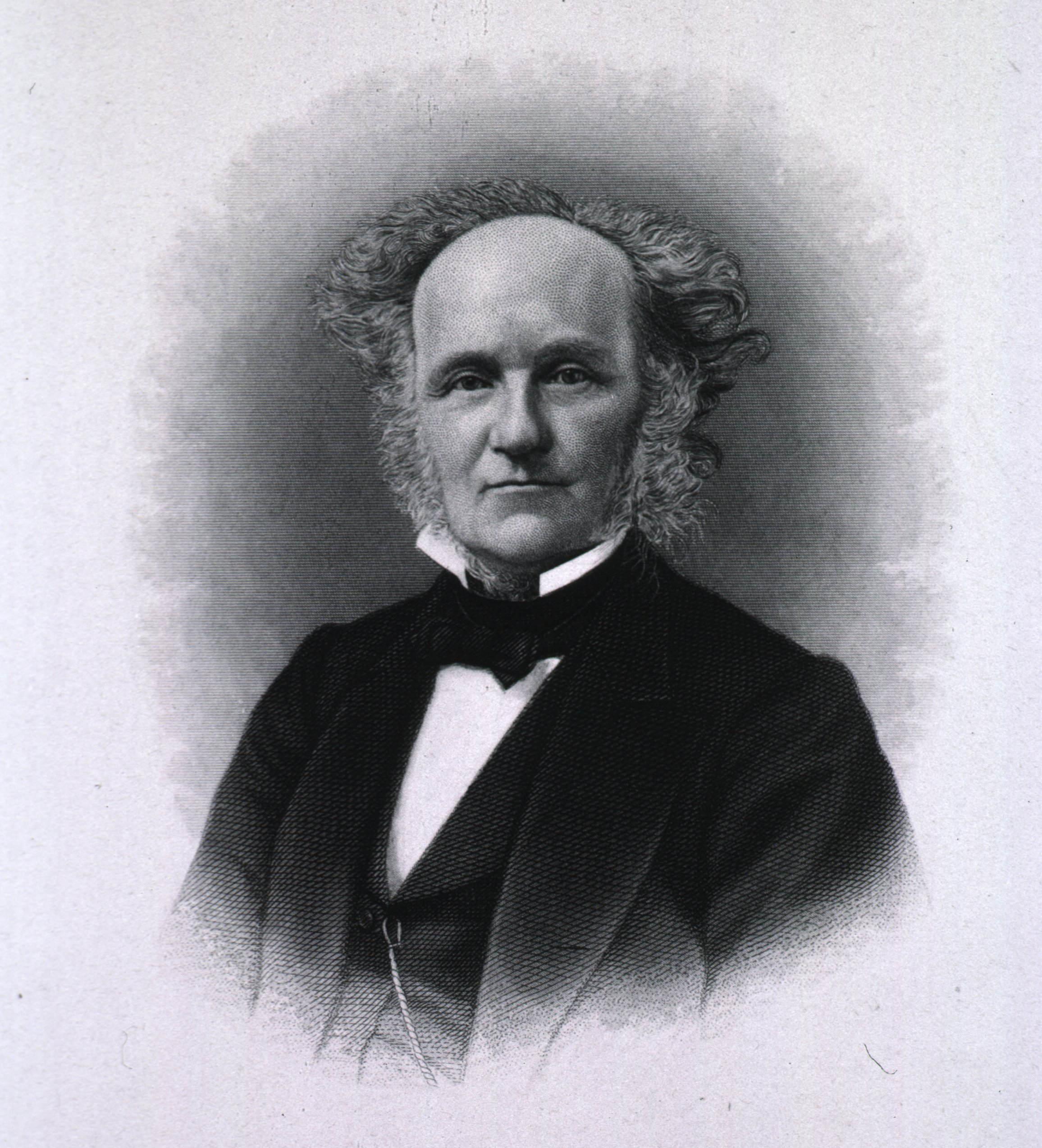
David Humphreys Storer

David Humphreys Storer (* 26. März 1804 in Portland, Maine; † 10. September 1891 in Boston, Massachusetts) war ein US-amerikanischer Mediziner und Zoologe (Ichthyologe und Herpetologe). Sein Autorenkürzel lautet Storer.

## Leben
Storer studierte zunächst am Bowdoin College, unter anderem bei Alpheus Spring Packard. Später studierte er Medizin und erwarb 1925 einen M.D. an der Harvard University. Unter anderem studierte er bei John Collins Warren. Zunächst ließ er sich als praktischer Arzt in Boston nieder und konnte sich nach einigen Schwierigkeiten führend etablieren. Ab 1830 gehörte er zu den frühen und führenden Mitgliedern der Boston Society of Natural History. 1837 gründete er gemeinsam mit Jacob Bigelow die Tremont Street Medical School, die später wesentlichen Einfluss auf das Medizincurriculum der Harvard University haben sollte. Ab 1837 gehörte Storer – neben Augustus Addison Gould und anderen – zu einer Kommission, die den zoologischen Bestand des Bundesstaates Massachusetts systematisch erfassen sollte. Als Louis Agassiz in die Vereinigten Staaten kam, war er häufig Gast bei Storer. Ab 1854 hatte Storer in Harvard Lehrstühle für Geburtshilfe und für Rechtsmedizin inne. Er setzte sich gegen Abtreibungen ein.
1837 wurde Storer in die American Academy of Arts and Sciences gewählt, 1872 in die American Philosophical Society. Von 1855 bis 1864 war er Dekan der medizinischen Fakultät der Harvard University. 1876 erhielt er eine Ehrendoktorwürde der Harvard University.
Storer ist Erstbeschreiber zahlreicher Arten und Gattungen, darunter Cryptacanthodes (Schiefmäuler, 1839), Limanda ferruginea (Gelbschwanzflunder 1839) oder Syngnathus fuscus (1839). Die Schlangengattung Storeria ist ihm zu Ehren benannt.
Seit 1829 war Storer mit Abigail Jane Brewer († 1855) verheiratet, einer Schwester des Ornithologen Thomas Mayo Brewer. Das Paar hatte drei Söhne (darunter Francis Humphreys Storer und Horatio Robinson Storer) und zwei Töchter. Storer war ein leidenschaftlicher Sammler. Neben Fischen und Muscheln sammelte er auch Münzen. Als er 1891 starb, war er der älteste Arzt in Boston.

## Schriften (Auswahl)
- General species and iconography of recent shells. Ticknor, Boston, 1837 (als Übersetzung von 6 Kapiteln von Spécies général et iconographie des coquilles vivantes von Louis Charles Kiener).
- Report on the fishes, reptiles and birds of Massachusetts. Dutton and Wentworth, State Printers, Boston, 1839 (archive.org).
- A report on the fishes of Massachusetts. In: Boston Journal of Natural History. 2(3-4) (art. 12): 289-558, Pls. 6-8, 1839. (biodiversitylibrary.org).
- A report on the reptiles of Massachusetts. In: Boston Journal of Natural History. 3 : 1-64, 1 pl., 1840.
- A synopsis of the fishes of North America. In: Memoirs of the American Academy of Arts and Sciences. New series, 2, 1846, (art. 7), S. 253–550. (biodiversitylibrary.org), JSTOR:25057935.
- A History of the Fishes of Massachusetts. In: Memoirs of the American Academy of Arts and Sciences. New Series, Band 5, Nr. 1, 1853, S. 122-168. JSTOR:25058176.
- A History of the Fishes of Massachusetts. In: Memoirs of the American Academy of Arts and Sciences. New Series, Band 6, Nr. 2, 1859, S. 309-372. JSTOR:25057951
- A history of the fishes of Massachusetts. Welch & Bigelow; Dakin & Metcalf, Boston, 1867 (archive.org).